# Mycetophila fungorum
Mycetophila fungorum es una especie de mosquito del género Mycetophila, categorizada en la tribu Mycetophilini, subfamilia Mycetophilinae.

## Distribución
Se distribuye por Canadá, Noruega, Reino Unido, Finlandia, Estonia, Suecia, Alemania, Estados Unidos, Mongolia, Rusia, Bielorrusia, Eslovaquia, Países Bajos, Japón y Dinamarca.

## Taxonomía
Fue descrita por De Geer en 1776.
Tratamiento taxonómico
La especie aparece registrada y publicada en Memoires pour servir a l'histoire des insectes. P. Hesselberg, Stockholm. Vol. 6, viii + 523 pp., 30 pls.